# Малые Поля
Ма́лые Поля́ — деревня в Сланцевском городском поселении Сланцевского района Ленинградской области.

## История
Деревня Павлова упоминается на карте Санкт-Петербургской губернии Ф. Ф. Шуберта 1834 года.

ПАВЛОВЫ ПОЛЯ — деревня принадлежит госпоже Мейер, число жителей по ревизии: 21 м. п., 12 ж. п. (1838 год)

Как деревня Павлова она отмечена на карте профессора С. С. Куторги 1852 года.

ПАВЛОВА ПОЛЯ — деревня действительного статского советника Майера, по почтовому тракту, число дворов — 5, число душ — 23 м. п. (1856 год)

МАЛЫЕ ПОЛЯ — деревня владельческая при реке Плюссе, число дворов — 11, число жителей: 26 м. п., 29 ж. п. (1862 год) 

В XIX — начале XX века деревня административно относились к Выскатской волости 1-го земского участка 1-го стана Гдовского уезда Санкт-Петербургской губернии.
Согласно Памятной книжке Санкт-Петербургской губернии 1905 года деревня называлась Павлово-Поле и входила в Польское сельское общество.

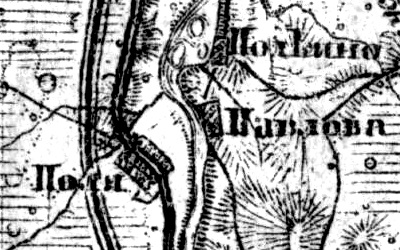
Деревня Малые Поля на карте 1919 года

Согласно карте Петроградской и Эстляндской губерний 1919 года деревня называлась Павлова.
С января 1927 года деревня находилась в составе Польского сельсовета Выскатской волости Гдовского уезда.
С августа 1927 года — в составе Рудненского района.
По данным 1933 года деревня Малые Поля входила в состав Польского сельсовета Рудненского района.
С 1 августа 1933 года — в составе Гдовского района.
С 1 января 1941 года — в составе Сланцевского района.
С 1 августа 1941 года по 31 января 1944 года — германская оккупация.
С 1952 года — в составе Пелешского сельсовета.
С 1963 года — в составе Кингисеппского района.
По состоянию на 1 августа 1965 года деревня Малые Поля входила в состав Пелешского сельсовета Кингисеппского района. С ноября 1965 года, вновь в составе Пелешского сельсовета Сланцевского района.
По данным 1973 года деревня Малые Поля также входила в состав Пелешского сельсовета Сланцевского района.
По данным 1990 года деревня Малые Поля входила в состав Гостицкого сельсовета.
В 1997 году в деревне Малые Поля Гостицкой волости проживали 20 человек, в 2002 году — 17 человек (все русские).
В 2007 году в деревне Малые Поля Сланцевского ГП проживали 16 человек, в 2010 году — 26.

## География
Деревня расположена в западной части района близ автодороги 41К-005 (Сланцы — Краколье).
Расстояние до административного центра поселения — 1,5 км.
Расстояние до железнодорожной платформы Сланцы — 2,5 км.
Деревня находится на правом берегу реки Плюсса.

## Демография
| 1862 | 2007 | 2010 | 2017 |
| ---- | ---- | ---- | ---- |
| 55   | ↘16  | ↗26  | ↗44  |